# Trafikverket
Trafikverket er efterfølgeren til Vägverket og Banverket, som blev sammenlagt i 2010, og er den myndighed i Sverige, som bl.a. er ansvarlig for den svenske stats jernbaneanlæg. Banverket blev dannet i 1988, hvor SJ blev opdelt, og togtrafikken blev afreguleret. Trafikverkets hovedkontor ligger i Borlänge i Dalarna. Generaldirektør er siden 1. april 2010 Gunnar Malm.
Trafikverket står bl.a. for drift og vedligeholdelse af størstedelen af jernbanenettet i Sverige og giver, mod en afgift, adgang til sporene for de virksomheder, som ønsker at transportere gods eller passagerer. Også nyanlægning af jernbanestrækninger varetages og planlægges af Trafikverket. Øvrige spor ejes blandt andre af Storstockholms Lokaltrafik, mens eksempelvis Roslagsbanan og Inlandsbanan drives som selvstændige virksomheder. Derudover er der en del kommunale og private sporanlæg såsom havnespor og industrispor.
På Trafikverkets hjemmeside er der udførlige oplysninger om alle igangværende og planlagte banearbejder på det svenske jernbanenet.

## Ekstern henvisning
- Trafikverkets hjemmeside